# Chirothecia clavimana
Espèce
Synonymes
- Attus clavimanus Taczanowski, 1871

Chirothecia clavimana est une espèce d'araignées aranéomorphes de la famille des Salticidae.

## Distribution
Cette espèce se rencontre au Brésil et en Guyana.

## Publication originale
- Taczanowski, 1871 : Les aranéides de la Guyane française. Horae Societatis Entomologicae Rossicae, vol. 8, p. 32-132.